# Hubert Neuper
Hubert Neuper (né le 29 septembre 1960 à Bad Aussee, Styrie) était un sauteur à ski autrichien.

## Palmarès

### Jeux olympiques
| Épreuve / Édition | Lake Placid 1980 |
| Petit Tremplin    | 6e               |
| Grand Tremplin    | Argent           |

### Championnats du monde
| Épreuve / Édition | Oslo 1982 |
| Petit Tremplin    | 23e       |
| Grand Tremplin    | 9e        |
| Par Equipes       | Argent    |

### Coupe du monde
- 1 gros globe de cristal : vainqueur de la Coupe du monde en 1980.
- 2e de la Coupe du monde en 1982.
- Vainqueur de la Tournée des quatre tremplins en Tournée des quatre tremplins 1979-1980 et Tournée des quatre tremplins 1980-1981.
- 8 victoires.

#### Victoires par saison
| Année | Lieu                                                                         |
| 1980  | Garmisch-Partenkirchen (Allemagne), Innsbruck (Autriche), Planica (Slovénie) |
| 1981  | Oberstdorf (Allemagne), St-Moritz (Suisse)                                   |
| 1982  | Bischofshofen (Autriche), Kulm x2 (Autriche)                                 |